# Coptotermes gestroi
Coptotermes gestroi là một loài mối sống dưới lòng đất trong họ Rhinotermitidae. Loài này được Wasmann miêu tả khoa học đầu tiên năm 1896.
Loài này và mối đất Đài Loan, (Coptotermes formosanus) là loài gây hại bản địa châu Á, nhưng đã lây lan sang các khu vực khác trên thế giới bao gồm cả Hoa Kỳ. Tại châu Á, loài này còn được gọi là mối sữa Philippine.
Loài mối Coptotermes havilandi được Kirton và Brown xác định vào năm 2003 là giống với Coptotermes pregroi, vì vậy theo nguyên tắc ưu tiên, tên cũ hơn hiện được sử dụng.

## Phân bố
C. gestroi là loài đặc hữu Đông Nam Á, nhưng đã lan rộng ra nhiều nơi khác trên thế giới trong suốt thế kỷ trước. Nó đến Quần đảo Marquesas vào năm 1932, Mauritius vào năm 1936, và Réunion vào năm 1957. Nó đến Barbados vào năm 1937 và lan rộng ra nhiều đảo ở Tây Ấn. Loài này cũng đã hiện diện ở miền nam Mexico. It was discovered in Fiji in 2009.
Chúng được tìm thấy trong một ngôi nhà duy nhất ở Hawaii vào năm 1963 và tiếp theo được phát hiện ở đó vào năm 1999 và một lần nữa vào năm 2000, trên đảo Oahu. Loài này là chủ đề của một dự án nghiên cứu tại Đại học Hawaii.